# Стоп-лосс
Стоп-лосс (англ. stop loss — «остановить потери») — биржевая заявка трейдера, в которой условием исполнения указано достижение цены, которая хуже, чем текущая рыночная. Например, при текущей цене 1000 в заявке будет указано «Купить 10 если цена достигнет 1100» или «Продать 10 если цена достигнет 900».
Обычно, подобные заявки формируют с целью ограничить убытки. Но реальная суть операции вовсе не обязательно связана с убытками. Такие заявки могут служить для нескольких целей:
- Закрыть полностью или частично существующую сделку. Если цена открытия равна текущей, то закрытие по цене хуже рыночной сформирует отрицательный результат (будет зафиксирован убыток). Например, купили 10 по текущей цене 1000 и подали заявку «Продать 10 если цена достигнет 900». В случае исполнения такой заявки сделка будет закрыта с результатом {\displaystyle 10*(900-1000)=-100}. Но если цена открытия была по цене, значительно лучше текущей, то общий результат от исполнения подобной заявки может быть положительным. Например, ранее купили 10 по цене 800, когда цена достигла 1000 — подали заявку «Продать 10 если цена достигнет 900». Относительно текущей цены заявленная цена хуже, по этому заявка будет квалифицирована как «стоп-лосс». В случае исполнения такой заявки сделка будет закрыта с результатом {\displaystyle 10*(900-800)=+100}.
- Открыть новую сделку. В этом случае вообще сделку только предстоит открыть.